# Pomnik poległych pod Sedanem we Frankfurcie nad Odrą
Pomnik poległych pod Sedanem we Frankfurcie nad Odrą (Sedandenkmal in Frankfurt (Oder)) – pomnik we Frankfurcie nad Odrą poświęcony pamięci żołnierzy z Frankfurtu nad Odrą, poległych w czasie pruskich wypraw do Sedanu w latach 1864, 1866 oraz 1870/ 1871. Zniszczony w 1946 roku.

## Opis
Pomnik znajdował się na Małym Placu cesarza Wilhelma (kleiner Wilhelmsplatz; ob. Zehmeplatz), w dzielnicy Gubener Vorstadt. Komitet organizacyjny budowy pomnika zawiązał się 23 kwietnia 1878. Jego podstawowym zadaniem było zebranie niezbędnych funduszy.
Właściciel przedsiębiorstwa Kessel & Röhl z Berlina zadeklarował się dostarczyć za darmo materiał na pomnik, pod warunkiem otrzymania polecenia wykonania monumentu. Z powodu nieoczekiwanych, wysokich datków na rzecz komitetu królewski inspektor budowlany o nazwisku von Niederstetter zarekomendował inny, droższy projekt.
Północna strona cokołu z piaskowca, skierowana w stronę centrum miasta, zawierała napis: Den Söhnen Frankfurts, die für das Vaterland starben (pol. Synom Frankfurtu, którzy umarli za Ojczyznę).
Na pozostałych trzech stronach znajdowały się nazwiska poległych żołnierzy. Na cokole znalazła się wysoka na 1,1 m kolumna z polerowanego, czerwono-brązowego, szwedzkiego granitu.
W połowie wysokości kolumna była otoczona fryzem z brązu, na którym widniały odznaczenia wojenne za udział w tamtych wojnach. Na szczycie kolumny znajdował się brązowy orzeł z rozpostartymi, trzepocącymi skrzydłami.
W 1946 wszystkie inskrypcje na pomniku zostały usunięte.